# Copa de Clubes de la CECAFA 1987
La Copa de Clubes de la CECAFA 1987 fue la decimocuarta edición de este torneo de fútbol a nivel de clubes de África organizado por la CECAFA y que contó con la participación de 9 equipos representantes de África Central, África del Sur y África Oriental, un equipo menos que en la edición anterior.
El Nakuvubu Villa de Uganda venció al campeón defensor Al-Merreikh Omdurmán de Sudán en la final disputada en Kampala, Uganda para ser el primer club de Uganda en ganar el torneo.

## Fase de grupos

### Grupo A
| Nakivubo Villa    | 4-1 | Tukuyu Stars SC   |
| Bata Bullets      | 1-0 | Petroleum Agency  |
| Al-Hilal Omdurmán | 0-0 | Nakivubo Villa    |
| Tukuyu Stars SC   | 1-2 | Bata Bullets      |
| Petroleum Agency  | 0-6 | Al-Hilal Omdurmán |
| Nakivubo Villa    | 2-0 | Bata Bullets      |
| Tukuyu Stars SC   | 2-2 | Petroleum Agency  |
| Bata Bullets      | 1-0 | Al-Hilal Omdurmán |
| Nakivubo Villa    | 3-0 | Petroleum Agency  |
| Al-Hilal Omdurmán | 2-0 | Tukuyu Stars SC   |

| Club              | G | E | P | GF | GC | Pts |
| ----------------- | - | - | - | -- | -- | --- |
| Nakivubo Villa    | 3 | 1 | 0 | 9  | 1  | 7   |
| Bata Bullets      | 3 | 0 | 1 | 4  | 3  | 6   |
| Al-Hilal Omdurmán | 2 | 1 | 1 | 8  | 1  | 5   |
| Tukuyu Stars SC   | 0 | 1 | 3 | 4  | 10 | 1   |
| Petroleum Agency  | 0 | 1 | 3 | 2  | 12 | 1   |

Group B
| Al-Merreikh Omdurmán | 1-0 | Zimbabwe Saints      |
| Blue Bats FC         | 1-0 | AFC Leopards         |
| Blue Bats FC         | 0-2 | Zimbabwe Saints      |
| AFC Leopards         | 0-2 | Al-Merreikh Omdurmán |
| Al-Merreikh Omdurmán | 0-0 | Blue Bats FC         |
| Zimbabwe Saints      | 2-0 | AFC Leopards         |

| Club                 | G | E | P | GF | GC | Pts |
| -------------------- | - | - | - | -- | -- | --- |
| Al-Merreikh Omdurmán | 2 | 1 | 0 | 3  | 0  | 5   |
| Zimbabwe Saints      | 2 | 0 | 1 | 4  | 1  | 4   |
| Blue Bats FC         | 1 | 1 | 1 | 1  | 2  | 3   |
| AFC Leopards         | 0 | 0 | 3 | 0  | 5  | 0   |

## Semifinales
| Equipo 1             | Resultado | Equipo 2        |
| -------------------- | --------- | --------------- |
| Al-Merreikh Omdurmán | 1-0       | Bata Bullets    |
| Nakivubu Villa       | 1-0       | Zimbabwe Saints |

## Tercer Lugar
| Equipo 1        | Resultado   | Equipo 2     |
| --------------- | ----------- | ------------ |
| Zimbabwe Saints | 1-1 (4-3 p) | Bata Bullets |

## Final
| Equipo 1       | Resultado | Equipo 2             |
| -------------- | --------- | -------------------- |
| Nakivubu Villa | 1-0       | Al-Merreikh Omdurmán |

## Campeón
| Copa de Clubes de la CECAFA 1987 |
| -------------------------------- |
| Bandera de Uganda                |
| Nakivubu Villa 1º Título         |